# 2019 في النمسا
الأحداث عام 2019 في النمسا.

## الحكم
- رئيس الجمهورية – ألكسندر فان دير بيلين
- مستشار – بريجيت بيرلين

## الأحـداث
- 1 كانون الثاني – زواج المثليين أصبح قانونياً [1]
- 5 أيار – زعيم حزب الحرية النمساوي هاينز كريستيان شتراخه يعلن إستقالته بعد قضية إيبيزا[2]
- 1 تشرين الثاني – أصبحت النمسا واحدة من آخر الدول الأوروبية التي تحظر التدخين في الحانات والمطاعم ، بعد سنوات من الجدل.

## الوفيات
20 أيار – نيكي لاودا بعمر 70 عام, وهو سائق سباقات ومالك شركة طيران ، بطل العالم في فورمولا 1 (1975، 1977، 1984).